# Hitler (1962)
Hitler ist eine 1961 entstandene, US-amerikanische Filmbiografie mit Richard Basehart in der Titelrolle.

## Handlung
Der Film zeichnet in Form einer Chronik die zentralen Ereignisse im Leben Adolf Hitlers nach, wie sie sich im Wesentlichen zwischen 1923 (Marsch auf die Feldherrnhalle) und 1945 (Selbstmord im Berliner Bunker) zugetragen haben.
Kriegsende 1918: Zerlumpte, deutsche Landser ziehen geschlagen heim ins Reich. Im München der frühen 1920er Jahre beginnt sich der junge Adolf Hitler einen Namen als gewissenloser Agitator und blendender Redner zu machen. Sein Versuch, mit dem Marsch auf die Feldherrnhalle am 9. November 1923 die gewählte Regierung zu stürzen, misslingt und er wird zu fünf Jahren Festungshaft verurteilt, von denen er lediglich 264 Tage absitzen muss. Dort diktiert er, durchaus komfortabel eingerichtet, einem Getreuen seine Kampf- und Hetzschrift Mein Kampf. Die verbale Attacke eines Mithäftlings aus der weit weniger komfortabel ausgestatteten Zelle gegenüber bestärkt den selbsternannten „Führer“ der NSDAP nur in seinem Denken und Handeln.
Die 20er Jahre als politische Epoche im Leben Hitlers werden im Film im Eiltempo durchschritten und mehr und mehr das Augenmerk auf Hitlers Beziehung zu seiner Nichte Geli Raubal gerichtet. Sie ist ein fröhliches, hübsches, junges Mädchen, deren Treiben Onkel Adolf mit eifersüchtigem Besitzdenken verfolgt. Als Geli beispielsweise auf einer Festivität unter Gleichgesinnten mit einem blonden Jungnazi tanzt, ist Hitler, der soeben eine heftige Auseinandersetzung mit seinem Vordenker Gregor Strasser geführt hatte, außer sich. Er deutet Gelis Tanzpartner, dass dieser sich sofort entfernen soll, weist Geli darüber hinaus rüde zurecht und verlässt wütend den Festsaal. Mehr und mehr missfallen Hitler Gelis Eigenmächtigkeiten, sein Besitzdenken, gepaart mit steigenden Eifersuchtsanfällen, und die Tatsache, dass der von einem Mutterkomplex geplagte „Führer“ in Geli stets das Gesicht seiner Mutter sieht, führen schließlich dazu, dass Hitler bei Heinrich Himmler die Ermordung Gelis in Auftrag gibt.
Umgeben von frühen Getreuen wie Ernst Röhm, Joseph Goebbels, Himmler, Julius Streicher und Hermann Göring gelingt Hitler, der ursprünglich die Absicht hatte, Reichspräsident von Hindenburg in dessen Amt zu beerben, schließlich am 30. Januar 1933 der Aufstieg ins höchste Regierungsamt: er wird zum Reichskanzler ernannt. Keine anderthalb Jahre später rechnet Hitler mit einigen seiner Widersacher, die ihm auf dem Weg zur absoluten Macht im Wege stehen könnten, gnadenlos ab und lässt sie in der so genannten „Nacht der langen Messer“ ermorden. Privat intensiviert er seine Beziehung zu der Assistentin seines Hausfotografen Heinrich Hoffmann, einer gewissen Eva Braun. Hitler hatte sie im Beisein von Goebbels kennen gelernt, als sie ihm einige „Führerfotos“ zur Ansicht vorbeibrachte. Diese Beziehung wird jedoch auf Geheiß Hitlers wie eine geheime Staatsaffäre behandelt.
Während des Zweiten Weltkriegs treten Hitlers Aufgaben als Kriegsherr mehr und mehr in den Vordergrund. Bei einem Besuch in einem Konzentrationslager äußert er sich im Anblick des grausamen Vergasungstodes der Insassen extrem abfällig über die Juden. Als er Ende April 1945 im Bunker tief unter der Erde Eva Braun heiratet, verweigert er ihr das Recht, sich mit „Frau Hitler“ anreden zu lassen. Nur seine Mutter, so seine ödipale Begründung, habe das Recht, sich so zu nennen. Daraufhin beschuldigt Eva ihren Neu-Gatten, all das Unheil der vergangenen Jahre aufgrund seiner Impotenz angerichtet zu haben. Dann tötet Hitler erst Eva, anschließend sich selbst. Beide Leichname werden im Garten vor der Reichskanzlei verbrannt, in der letzten Bildeinstellung lodern hell die Flammen.

## Produktionsnotizen
Hitler war die erste US-amerikanische Hitler-Filmbiografie nach dem Zweiten Weltkrieg und wurde Mitte 1961 in Hollywood gedreht. Der Film lief am 21. März 1962 an und warb auf dem von einem übergroßen Hakenkreuz dominierten Plakat mit den reißerischen Schlagzeilen:
The Private Life of Hitler! Revealed for the first Time! His intimate secrets … revealed by his mistress! His secret shame …told by his doctor! His shocking scandal with the niece he had murdered!
Übersetzung: Das Privatleben Hitlers! Zum ersten Mal enthüllt! Seine intimen Geheimnisse … veröffentlicht von seiner Geliebten! Seine geheime Schmach … erzählt von seinem Arzt! Sein schockierender Skandal bezüglich der Nichte, die er ermordet hat!
Alle Schauspieler, auch der gebürtige Amerikaner Basehart, sprechen mit einem dicken „teutonischen“ Akzent. In einigen wenigen Passagen, etwa als der Mitgefangene Schönberg Hitler während der Landsberg-Haft verbal attackiert, wird auch kurz Deutsch gesprochen.
Cordula Trantow in der Rolle der Geli Raubal wurde für ihre dargebotene Leistung bei den Golden Globe Awards in der Kategorie Beste weibliche Neuentdeckung nominiert.
Die Bauten stammen von William Glasgow, Frank A. Tuttle sorgte für die Ausstattung.
In Deutschland wurde Hitler nie gezeigt, es existiert daher auch keine deutschsynchronisierte Fassung.
Regie führte Stuart Heisler, dessen letzter Film es war. Der Drehbuchautor Sam Neuman hatte auch persönliche Motive für seine Mitarbeit an Heislers Streifen. Sämtliche Geschwister seiner Mutter waren in nazistischen Konzentrationslagern ermordet worden.
Diese stark auf sensationshascherische Elemente abzielende Produktion konzentriert sich in beträchtlichen Teilen auf Hitlers Liebes- und Privatleben und birgt eine große Anzahl an Ungenauigkeiten, Spekulationen und falschen Tatsachenbehauptungen. So wird gezeigt, dass Hitler
- die Ermordung Geli Raubals in Auftrag gegeben habe, obwohl historische Untersuchungen längst belegen, dass sie Selbstmord verübt hat.
- Claus Graf Stauffenberg infolge des missglückten Attentats vom 20. Juli 1944 hängen ließ, obwohl dieser in der Nacht vom 20. auf den 21. Juli 1944 mit drei seiner Mitverschworenen erschossen wurde.
- nicht nur sexuelle Schwierigkeiten und Minderwertigkeitsprobleme plagten, sondern dass er zudem auch noch einst eine homosexuelle Beziehung zu SA-Chef Ernst Röhm gehabt haben soll.
- einen Ödipuskomplex besaß.
- jemals ein Konzentrationslager besucht – gezeigt wird seine Visite im KZ Auschwitz – haben soll.

## Kritiken
Der Spiegel widmete sich in seiner Ausgabe vom 13. September 1961 ausgiebig den Dreharbeiten. In dem Artikel ad nauseam heißt es: „Während der Reichstag brennt, flirtet Hitler mit Eva Braun. Während Hindenburg stirbt, räkelt er sich mit ihr im Bett. Während Stalingrad fällt, möchte sie seine Frau werden. Solche Verknüpfungen von Adolf Hitlers Privatleben mit bedeutsamen historischen Begebenheiten bietet ein Film, der zur Zeit in Hollywood gekurbelt wird. Das Flechtwerk ist der jüngste Versuch, das Phänomen Hitler zu erklären — diesmal nicht in einem Dokumentarfilm, sondern in einem abendfüllenden Spielfilm. „Das ist die auslaugendste Rolle, die ich je gespielt habe“, bekannte Darsteller Richard Basehart, der den Adolf Hitler als winselnden Liebhaber wie als wütenden Diktator nachäffen soll. „Ich muß von Anfang bis Ende des Films brüllen, auch in den sentimentalen Passagen.“ Denn in einer „psychologischen Studie“ zeigt die Hollywood-Firma Allied Artists den Führer, als sei er Titelheld eines Tennessee-Williams-Dramas: sexuell impotent, außerstande, normal zu lieben, und überdies mit einem hochgradigen Ödipus-Komplex behaftet. (…) Die Errichtung des Dritten Reiches, der Zweite Weltkrieg, Hitlers Ende im Führerbunker zu Berlin – all das wird (zum Teil mit bislang unveröffentlichten eingeblendeten Dokumentaraufnahmen) geschildert, aber auch in einer Weise interpretiert, für die der Schluß des Films typisch ist.“
Das große Personenlexikon des Films nannte in Stuart Heislers Biografie den Film „eine recht mißglückte Hitler-Biographie mit einem total fehlbesetzten Richard Basehart in der Titelrolle.“
Der Movie & Video Guide schrieb: „Basehart gives a cerebral interpretation to the career of the leader of the Third Reich“. Übersetzung: Basehart gibt eine intellektuelle Interpretation der Karriere des Führers vom Dritten Reich.
Halliwell‘s Film Guide charakterisierte den Film wie folgt: „Enterprising sensationalism which deserves a nod for sheer audacity“. Übersetzung: Geschäftstüchtige Sensationsgier, die für ihre blanke Kühnheit Zustimmung verdient.
Eleanor Mannikka resümierte: „Any viewers looking for an explanation of how the madness within Hitler related to his rise to power and his downfall, will best look elsewhere“. Übersetzung: All diejenigen Zuschauer, die nach einer Erklärung für all den Wahnsinn bei Hitler und seinem Aufstieg an die Macht verlangen, sollten lieber woanders suchen.